# Hagnagora subrosea
Hagnagora subrosea är en fjärilsart som beskrevs av W. Warren 1909. Hagnagora subrosea ingår i släktet Hagnagora och familjen mätare. Inga underarter finns listade i Catalogue of Life.